# غلاف کربن

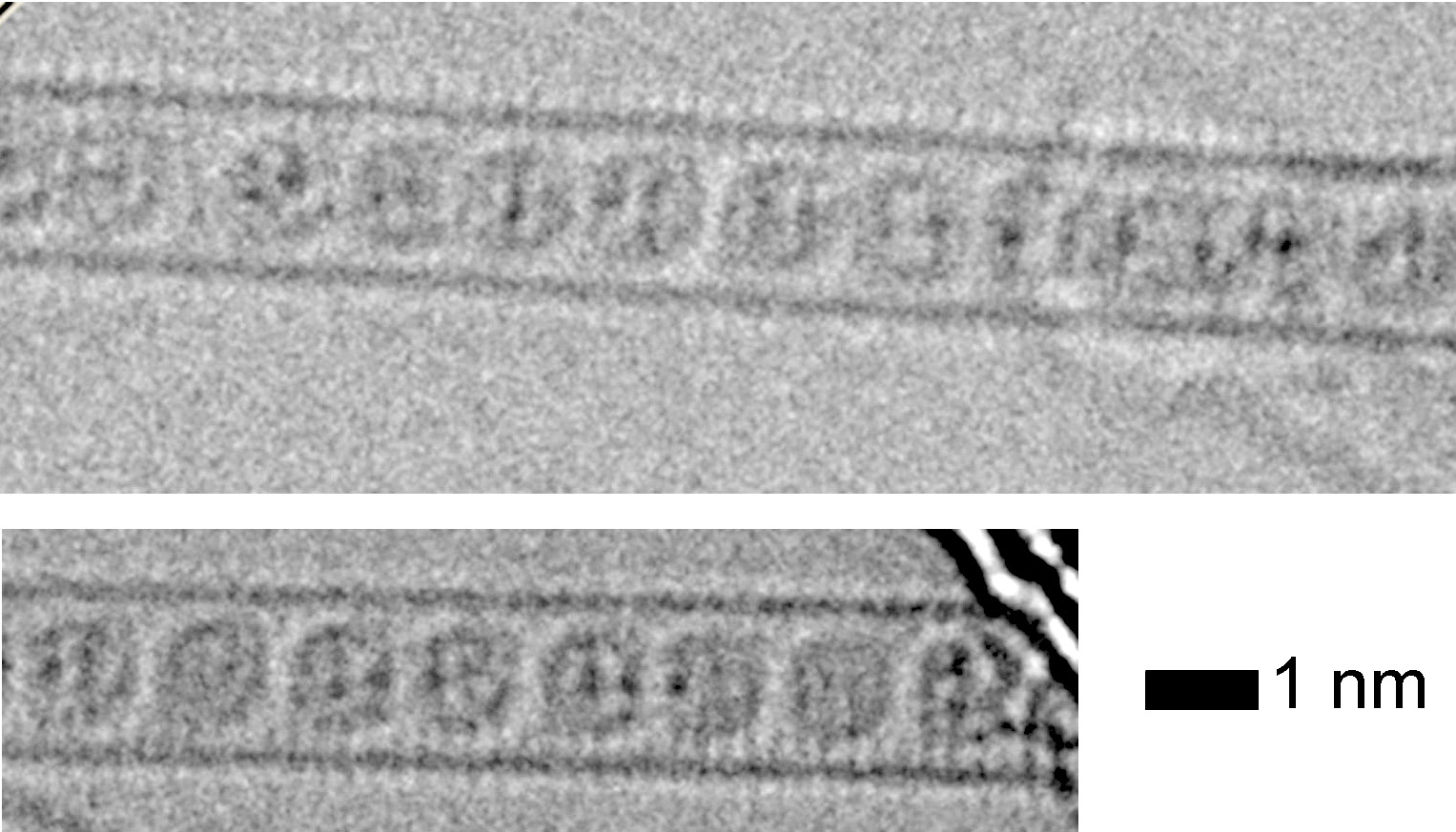
تصاویر میکروسکوپ TEM ازغلاف‌های M _{3} N @ C _{80}. اتم‌های فلزی (M = Ho یا Sc) به شکل نقاطی تاریک در داخل مولکول‌های فولرن دیده می‌شوند. آنها به شکل مضاعف هم در مولکول C _{80} و هم در نانولوله محصور شده‌اند.

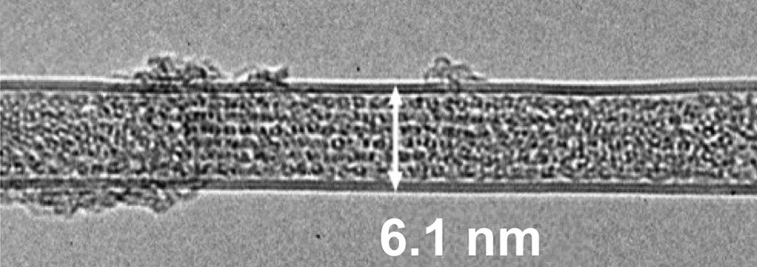
تصویر میکروسکوپ TEM، دو جداره این نانولوله مشخص شده‌است.

غلاف کربن (به انگلیسی:Carbon peapod) یک نانوماده هیبریدی متشکل از گوی‌های فولرن محصور در یک نانولوله کربنی می‌باشد. این نامگذاری به دلیل شباهت این ساختار به بذر گیاه نخود می‌باشد. از آنجا که خواص این نوع ساختار با خصوصیات و ویژگی‌های نانولوله‌ها و فولرن‌ها متفاوت است، می‌توان غلاف کربن را به عنوان نوع جدیدی از یک ساختار گرافیتی خود مونتاژشونده معرفی کرد. برای کاربردهای احتمالی می‌توان به نانو غلاف‌ها شامل لیزرهای نانو مقیاس، ترانزیستورهای تک الکترون، آرایه‌های اسپین-کوبیت برای محاسبات کوانتومی، نانوپیپت‌ها و دستگاه‌های ذخیره‌سازی اطلاعات و داده‌ها به خاطر اثرات حافظه‌ای و خاصیت ابررسانایی نانو-غلاف‌ها اشاره کرد.

## تاریخچه
نانولوله‌های تک جداره (SWNTs) برای اولین بار در سال ۱۹۹۳ به عنوان سیلندرهایی که به صورت رول کردن یک ورقه گرافن به دست آمدند، مشاهده شد. در سال ۱۹۹۸، اولین غلاف (به انگلیسی:peapod) توسط برایان اسمیت، مارک مونتیوکس و دیوید لوزی مشاهده گردید. ایده اصلی غلاف‌ها از یک ساختار تولیدشده داخل یک میکروسکوپ TEM یا میکروسکوپ الکترونی عبوری در سال ۲۰۰۰ گرفته‌شد. آنها برای اولین بار در قطعات و ساختارهای به دست آمده توسط سنتز تبخیری با لیزر تپی و به دنبال آن با اسید و آنیل سازی، مشاهده شدند.

## تولید و ساختار
غلاف‌های کربن را می‌توان به صورت طبیعی در هنگام سنتز نانولوله کربن توسط تبخیر با لیزر تپی تولید کرد. ناخالصی‌های فولرن C 60 در طول عملیات آنیل کردن (بازپخت) و پاکسازی با اسید تشکیل می‌شوند و از راه عیوب یا نفوذ (واپخش) در فاز بخار وارد نانولوله‌های کربن می‌شوند. فولرن‌هایی فقط با اختلاف قطر ۰٫۳۴ نانومتر یا کمتر می‌توانند در ساختار نفوذ پیدا کنند و تثبیت شوند، و در زمانی که قطرها تقریباً برابر می‌باشند، انرژی درهم‌کنش به اندازه‌ای بالا می‌رود (در اندازه‌هایی قابل قیاس با 0.1 GPa) که دیگر فولرن‌ها ناتوان از خارج شدن از SWNT حتی تحت خلأ می‌شوند. فولرن‌های محصور شده قطری نزدیک به C60 دارند و یک زنجیره داخل لوله ایجاد می‌کنند. تولید کنترل شده غلاف‌های کربن این اجازه را به ما می‌دهد تا تنوع بیشتری هم در ساختار نانولوله‌ها و هم در ترکیب‌بندی فولرن‌ها داشته باشیم. عناصر متنوعی می‌توانند از طریق دوپینگ (آلایش) در یک غلاف کربن گنجانیده شوند و به‌طور چشمگیری بر خصوصیت هدایت حرارتی و الکتریکی تأثیر بگذارند.

## خواص شیمیایی
وجود غلاف‌های کربنی خصوصیات بیشتری را در مورد نانولوله‌های کربنی نشان می‌دهد، برای مثال می‌توان از آن به عنوان یک محیط کنترل شده برای واکنش استفاده کرد. مولکول C 60 معمولاً وقتی تا ۱۰۰۰ الی ۱۲۰۰ درجه سانتیگراد تحت شرایط محیط گرم می‌شوند، کربن بی‌شکل یا آمورف را تشکیل می‌دهند؛ اما وقتی تا این دما درون یک نانولوله کربنی گرم می‌شود، در عوض آنها به ترتیب مرتب می‌شوند تا SWNT دیگری تشکیل دهند، بنابراین این روند در نهایت منجر به تشکیل یک نانولوله دو جداره می‌شود. با توجه به این امر که فولرن‌ها می‌توانند به آسانی توسط دیگر مولکول‌ها محاصره یا آلایش شوند و چون نانولوله‌ها نسبت به الکترون شفاف اند، غلاف کربن به عنوان یک لوله آزمایش در مقیاس نانو هم می‌تواند استفاده شود. پس از اینکه فولرن‌ها در درون یک SWNT نفوذ کردند، از یک پرتو الکترونی پر انرژی می‌توان استفاده کرد تا اتم‌های کربن را جابجا نمود و یک واکنش پذیری شدید را ایجاد کرد، بنابراین باعث تشکیل دیمرهای C 60 و ادغام محتوای آنها می‌شود. علاوه بر این، با توجه به محدود بودن فولرن‌ها فقط به یک درجه آزادی، پدیده‌هایی مانند نفوذ (واپخش) یا تبدیل فاز به راحتی قابل مطالعه هستند.

## خواص الکترونیکی
قطر غلاف‌های کربنی گستره از ۱ تا ۵۰ نانومتر را شامل می‌شود. طیف گسترده و مختلف اندازه فولرن‌ها و ساختارهای گوناگون نانولوله‌ها ترکیبات گوناگونی ایجاد می‌کند و می‌تواند سبب ایجاد خاصیت هدایت الکتریکی متفاوتی برای غلاف کربنی بسته به جهت زاویه‌گیری و میزان چرخش آن شود. به عنوان مثال، C 60 @ (۱۰٬۱۰) یک ابررسانه خوب است و غلافC 60 @ (۱۷٬۰) یک نیمه رسانا است و نوار ممنوعه محاسبه شده برای C 60 @ (۱۷٬۰) برابر با ۰٫۱ ولت است. تحقیقات در مورد پتانسیل آن‌ها به عنوان نیمه رسانا همچنان ادامه دارد. اگرچه هر کدام چه فولراید آلایش شده و چه رشته‌های SWNT ابررسانا هستند، اما متأسفانه دمای بحرانی برای رسیدن به فاز ابررسانایی در این مواد کم است. این امید وجود دارد که نانو-غلاف‌های کربنی بتوانند در دمای اتاق نیز خاصیت ابررسانایی داشته باشند.
با کمک گرفتن از آلایش شیمیایی، می‌توان مشخصات الکترونیکی غلاف‌ها را بیش از پیش تنظیم کرد. وقتی غلاف کربنی با یک فلز قلیایی مانند پتاسیم آلایش (دوپینگ-به انگلیسی:doping) می‌یابد، در درون SWNTها ناخالصی ایجاد شده با مولکول C60 واکنش خواهد داد. این روند یک پیوند کوالانسی C606− یون بار منفی، پلیمر زنجیره‌ای یک بعدی با رسانایی فلزی را تشکیل می‌دهد. به‌طور کلی، آلایش SWNTs و غلاف‌ها توسط اتم‌های فلز قلیایی به‌طور فعال باعث افزایش هدایت الکتریکی مولکول می‌شود به این علت که بار از یون‌های فلزی به نانولوله‌ها منتقل می‌شود. آلایش نانولوله کربن با فلز اکسیده‌شده نیز یک راه دیگر برای تنظیم رسانایی آن می‌باشد. این روش یک شرایط ابررسانایی بسیار جالب دمای بالا را ایجاد می‌کند که در آن سطح فرمی به میزان قابل توجهی کاهش پیدا می‌کند. یک مثال و کاربرد خوب می‌تواند استفاده از سیلیکون اکسید در نانولوله‌های کربنی باشد. این امر می‌تواند اثر حافظه را ایجاد کند و می‌توان اشاره کرد که بعضی از گروه‌های تحقیقاتی روش‌هایی ایجاد کرده‌اند که دستگاه‌های حافظه‌ای بر اساس غلاف‌های کربنی رشد یافته بر روی سطوح Si / SiO2 را اختراع کرده‌اند.